# Disney Music Group
Disney Music Group (dříve Buena Vista Music Group) je dceřiná společnost divize The Walt Disney Company The Walt Disney Studios zaměřená na produkci hudebních děl. Výkonný viceprezident skupiny je Ken Bunt, jehož přímým nadřízeným je Alan F. Horn, předseda The Walt Disney Studios.

## Vydavatelství

### Aktivní
- Walt Disney Records, vlajkové hudební vydavatelství skupiny, bylo založeno roku 1956 jako Disneyland Records. Slouží k produkci soundtracků pro seriály a filmy z Disneyho produkce a popové hudby mladých zpěváků.
- Hollywood Records, značka zaměřující se především na pop, rock a country. Vydavatelství bylo původně založeno k vydávání soundtracků k filmům od studií Touchstone Pictures a Hollywood Pictures, později s ním ale podepsaly smlouvy někteří významní umělci, včetně skupiny Queen. V současné době u Hollywood Records vydávají například Miley Cyrusová, Selena Gomezová, Demi Lovato, Zendaya Coleman a další. Vydavatelství i nadále pokračuje ve vydávání soundtracků k filmům pro dospělé, především pro filmy Marvel Studios.

### Zrušené
- Buena Vista Records, vydavatelství zaměřené na soundtracky k Disneyho muzikálům.
- Lyric Street Records, Disneyho countryové vydavatelství. V dubnu 2010 byla značka sloučená s Hollywood Records.
- Mammoth Records, vydavatelství založené v roce 1989, bylo roku 2003 sloučené s Hollywood Records.